# 偃龙桥
偃龙桥，又称贴水桥，是一座位于中国广东省惠州市惠城区的桥梁，连接惠州西湖点翠洲和芳华洲。该桥于1977年动工兴建，1979年完工。

## 名称
该桥的名称“偃龙桥”来源于其“势若卧龙”的造型。另外，由于桥梁紧贴水面，故又有“贴水桥”之称。

## 构造
现今的偃龙桥为惠城区的一座横跨西湖的桥梁，长131米，宽2.5米，两侧有0.25米高的桥栏。该桥桥身为小角度“S”型弯，桥墩、桥梁材料为钢筋混凝土，桥面则为水泥预制板。
该桥最大的特点为紧贴水面，行人经过时仿佛在水面上穿行。此外，俯视该桥时，亦有“桥水一体”的观感。

## 历史
1977年，惠州西湖管理委员会投资1万元，兴建了现今的偃龙桥，形制为钢筋混凝土平桥，至1979年完工。2007年底，配合惠州西湖平湖的清淤工程，惠州市园林管理局对该桥的桥墩进行了加固。